# Talsperre Imboulou
Die Talsperre Imboulou (französisch Barrage (hydroélectrique) d'Imboulou) ist eine Talsperre mit Wasserkraftwerk im Departement Pool, Republik Kongo. Sie staut den Léfini, einen rechten Nebenfluss des Kongo, zu einem Stausee auf.
Mit dem Bau der Talsperre und des zugehörigen Kraftwerks wurde 2003 begonnen. Das Kraftwerk ging im Juni 2010 mit der ersten Maschine in Betrieb. Die offizielle Eröffnung erfolgte am 7. Mai 2011 durch den Präsidenten Denis Sassou-Nguesso. Die Talsperre ist im Besitz der Société nationale d’électricité (SNE) und wird auch von SNE betrieben.

## Absperrbauwerk
Das Absperrbauwerk besteht aus einem Erdschüttdamm mit einer Höhe von 30,5 (bzw. 33) m. Die Länge der Dammkrone beträgt 581 m. Der Staudamm verfügt über eine Hochwasserentlastung, die maximal 1200 m³/s ableiten kann.

## Kraftwerk
Das Kraftwerk (französisch Centrale hydroélectrique d'Imboulou) verfügt über eine installierte Leistung von 120 MW. Die durchschnittliche Jahreserzeugung wird mit 680 Mio. kWh angegeben. Die 4 Kaplan-Turbinen des Kraftwerks leisten jede maximal 30 MW. Die Fallhöhe wird mit 15,4 (bzw. 18) m angegeben.

## Sonstiges
Die Gesamtkosten des Projekts wurden anfänglich auf 280 Mio. USD geschätzt. Nach Abschluss der Arbeiten werden sie mit 340 Mio. USD angegeben.